# UFC 194
UFC 194: Aldo vs. McGregor fue un evento de artes marciales mixtas organizado por la Ultimate Fighting Championship el 12 de diciembre de 2015 en el MGM Grand Garden Arena, en Las Vegas, Nevada.

## Historia
El combate principal de la velada consistió en la unificación del campeonato de peso pluma entre el campeón José Aldo y el campeón interino Conor McGregor. Inicialmente, el combate había sido programado para UFC 189, pero fue pospuesto debido a una lesión sufrida por Aldo. Este fue reemplazado por Chad Mendes, quien se enfrentó a McGregor por el título interino.
En la pelea coestelar de la noche, Chris Weidman se enfrentó al excampeón de Strikeforce Luke Rockhold.
Ronaldo Souza y Yoel Romero iban a luchar en UFC 184, pero Ronaldo sufrió una neumonía. El combate fue aplazado hasta UFC on Fox 15, pero esta vez fue Romero el que sufrió un desgarro en la rodilla. Finalmente, el combate se llevó a cabo en este evento.

## Resultados
1. ↑  Por el Campeonato de Peso Pluma de UFC.
2. ↑  Por el Campeonato de Peso Medio de UFC.

## Premios extra
Cada luchador recibió un bonus de $50 000.
- Combate de la Noche: Chris Weidman vs. Luke Rockhold
- Actuación de la Noche: Conor McGregor y Leonardo Santos